# جائزة بريطانيا الكبرى 1954
جائزة بريطانيا الكبرى 1954 هو سباق فورمولا 1 أقيم بتاريخ 17 يوليو 1954 في حلبة سلفرستون، سيلفرستون، إنجلترا. كان الخامس من أصل 9 في بطولة العالم لسباقات الفورمولا واحد موسم 1954.